# André Cazeneuve
André Cazeneuve (morto em 1874) foi um oficial não comissionado que participou da Primeira Missão Militar Francesa ao Japão em 1867-1968.